# Sterculia impressinervis
Sterculia impressinervis är en malvaväxtart som beskrevs av Hsue. Sterculia impressinervis ingår i släktet Sterculia och familjen malvaväxter. Inga underarter finns listade i Catalogue of Life.